# Хучитан
Хучита́н (исп. Juchitán) — посёлок и административный центр одноимённого муниципалитета в мексиканском штате Герреро. Численность населения, по данным переписи 2010 года, составила 3 346 человек.

## Топонимика
Название Juchitán с языка науатль можно перевести как место, где выращивают чили.